# NGC 2473
NGC 2473 is een spiraalvormig sterrenstelsel in het sterrenbeeld Lynx. Het hemelobject werd op 20 februari 1851 ontdekt door de Ierse astronoom William Parsons.